# Rynkebygård
Rynkebygård var en landsbyhovedgård, der nævnes første gang i 1358. Gården ligger i Ringe Sogn, Gudme Herred, Ringe Kommune. Hovedbygningen er opført i 1858 og ombygget i 1929.
Rynkebygård Gods er på 218 ha.

## Ejere af Rynkebygård
- (1358-1385) Laurids Degn
- (? - ?) Skt. Knuds Kloster
- (1502)      Niels Bentsen
- ( ?  -1580) Kronen
- (1580-1588) Gedske Brockenhuus gift Bille
- (1588-1595) Mogens Eriksen Bille
- (1595-1609) Hans Lange
- (1609-1617) Peder Thott / Christen Pedersen Thott
- (1617-1650) Slægten Thott
- (1650-1664) Henrik Christensen Thott
- (1664-1669) Christen Hansen
- (1669-1670) Niels Banner
- (1670-1672) Eiler Evert Banner
- (1672-1680) Jens Pedersen Phil
- (1680-1684) Gertrud Jensdatter Phil gift Trane
- (1684-1685) Axel Jensen Phil / Niels Hansen
- (1685-1687) Birgitte Jensdatter Phil gift (1) Hansen (2) Jacobsen / Axel Jensen Phil / Niels Hansen
- (1687-1691) Axel Jensen Phil / Hans Jacobsen
- (1691-1703) Henrik Gyldenstierne
- (1703) Frederik von Ahlefeldt
- (1703-1713) Riborg Helvig Holck gift von Ahlefeldt
- (1713-1736) Erik Jensen
- (1736-1773) Bielke Kaas
- (1773-1801) Hans Henrik von Eickstedt
- (1801-1803) Henrik Jørgen Huitfeldt-Kaas
- (1803-1806) Hans Jørgen Hansen
- (1806-1809) Rasmus Rasmussen
- (1809-1820) Peder Urban Bruun
- (1820-1831) Johannes Nicolaj Schurmann
- (1831-1846) H. F. Hildebrandt
- (1846-1887) Peder Larsen Petersen
- (1887-1897) Erik lensgreve Schaffalitzky de Muckadell
- (1897-1905) Erik lensgreve Schaffalitzky de Muckadells dødsbo
- (1905-1929) Ove baron Schaffalitzky de Muckadell
- (1929-1979) Claus Johannes Mosegaard Andersen
- (1979-) Claus Johannes Mosegaard Andersen